# 连季耶沃市镇
连季耶沃市镇（俄语：Муниципальное образование Лентьевское）是俄罗斯联邦沃洛格达州乌斯秋日纳区所属的一个市镇。其下辖有23个居民点，行政中心为连季耶沃。据2015年统计，该市镇的人口为934人。